# Hubendickska huset

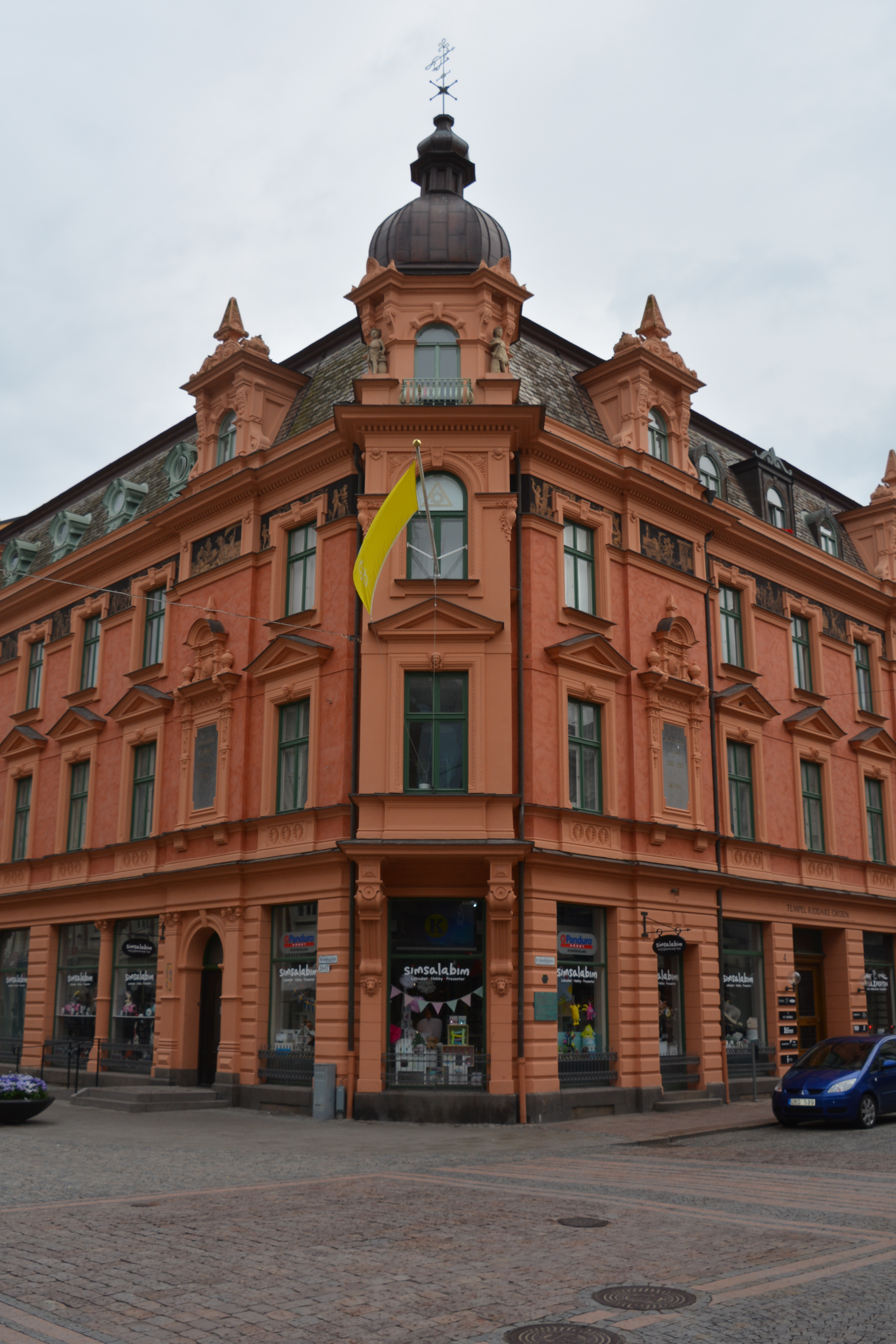
Hubendickska huset

Hubendickska huset är en affärsfastighet på hörnet Ronnebygatan 31 och Norra Smedjegatan 4 i Karlskrona, uppförd 1888–1889. Arkitekter var Paul A. Löfgren och Gustaf Paulsson, vilka inspirerades av barockens och renässansens arkitekturstilar.
Taket är täckt med skiffer och plåt och krönt med ett dekorativt järngaller. Fasaderna artikuleras genom svagt framspringande, smala risaliter. Takkuporna ovanför dessa har en rik dekor i barockstil. På hörnet finns en tornlik utbyggnad krönt med en koppartäckt takkupol med lanternin. På fasaden på mellanvåningen finns två inskriptioner med rikt utsmyckade omfattningar i renässansstil. Den ena lyder: "Denna byggnad uppfördes 1888–1889 af Quiding" och den andra: "C. Hubendick 18 8/6 00, W. Hubendick o Co 18 ¼ 46".
Hubendick och Quiding var kända handelsmän och kulturpersoner i 1800-talets Karlskrona. Under takfoten löper en fris i sgraffitoteknik gjord av teckningsläraren Jacob Silvén. Motiven syftar till den tidens koloniala strävanden, handel och hantverk, de sköna konsterna med mera. Här återges även nya tekniska landvinningar som ånglok och fotografering.
Fastigheten innehåller både butiker och lägenheter. Byggnaden restaurerades 1982 och blev samma år byggnadsminne. Ägare sedan 1937 är Tempelriddareorden i Karlskrona.
Byggnaden är belägen inom riksintresseområde för kulturmiljövården: Karlskrona stad och befästningarna. Efter en brand 1887, som drabbade kvarteren norr om Stortorget och Ronnebygatan särskilt hårt, skapades på några få år en ny civil paradgata. Den växande civila borgarklassen manifesterade här sin soliditet och sina ideal. Fasaderna är representativa, nyrenässans, nybarock och lite senare också sekelskiftets nationalromantik, alla rikt ornamenterade.